# Nemanthus annamensis
Nemanthus annamensis is een koloniale zeeanemoon uit de familie Nemanthidae. De soort komt voor in de centrale delen van de Grote Oceaan. Nemanthus annamensis is voor het eerst wetenschappelijk beschreven door Carlgren in 1943.

## Beschrijving
Nemanthus annamensis heeft een variabele morfologie. Het lichaam is breed en wordt vaak slechts enkele centimeters hoog. De lichaamskolom heeft een verbrede voet en duidelijk oraalschijf. Deze draagt 120 tot 130 tentakels, de binnenste langer dan de buitenste, en een spleetvormige mondopening. Het lichaam en de tentakels zijn wit, geelachtig of oranje, soms bont gekleurd met donkere vlekken. De orale schijf is doorzichtig.

## Verspreiding en ecologie
Nemanthus annamensis komt voor in de Grote oceaan en de Indische oceaan. De soort werd voor het eerst beschreven in de Golf van Tonkin: annamensis betekent "van Annam", een historische naam voor het noordelijk deel van Vietnam. De zeeanemoon komt ook voor in de Indische Oceaan, bijvoorbeeld in de kustwateren van Kenia. De informele Engelse naam is "gorgonian wrapper", een verwijzing naar de typische gewoonte van deze soort om kolonies te vormen rond de takken van hoornkoralen (gorgonen).

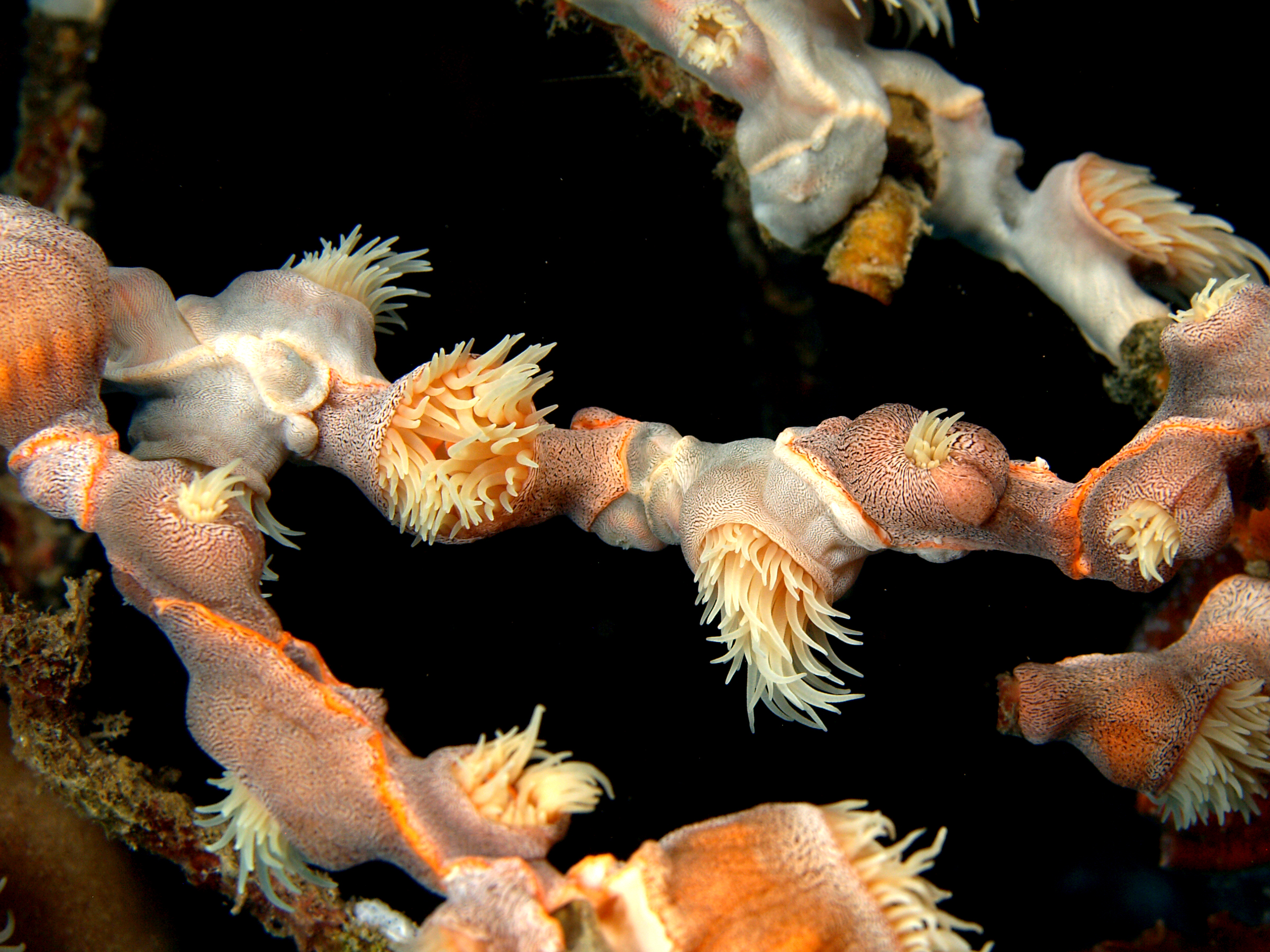
N. annamensis wikkelt zich vaak rond de vertakkingen van een hoornkoraal
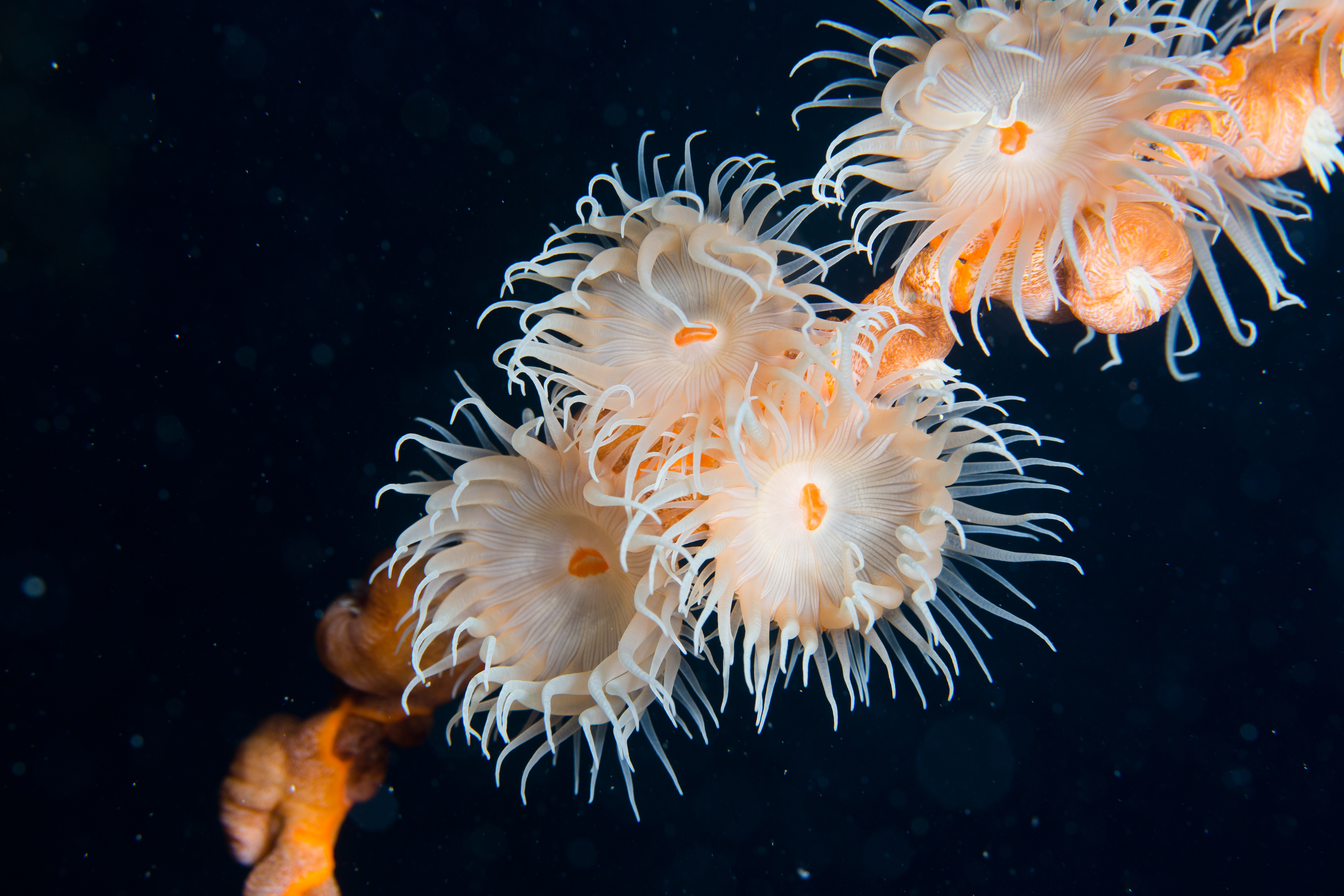
Orale zijde van verschillende poliepen, kustwateren van Dahab, Egypte

Nemanthus annamensis kunnen in symbiose leven met de krabbensoort Lauridromia intermedia. De zeeanemoon zet zich dan vast op de rug van de krab. Mogelijk gebruikt de krab de anemoon als camouflage of maakt de krab gebruik van de netelcellen van de anemoon als verdediging tegen roofdieren.